# Pallacanestro 3x3 ai Giochi mondiali sulla spiaggia 2019
Le competizioni di pallacanestro 3x3 ai Giochi mondiali sulla spiaggia 2019 si sono svolte dal 13 al 16 ottobre 2019 presso la spiaggia di Katara, a Doha. Si è disputato un torneo maschile a cui hanno partecipato 16 squadre under-23 e un analogo torneo femminile con lo stesso numero di squadre under-23.

## Calendario
Il calendario delle gare è stato il seguente:
| ● | Finali |

| Ottobre |    |    |    |    |    |
| 11      | 12 | 13 | 14 | 15 | 16 |
|         |    | ●  | ●  | ●  | 2  |

## Medagliere
| Posizione | Paese       | Oro | Argento | Bronzo | Totale |
| --------- | ----------- | --- | ------- | ------ | ------ |
| 1         | Francia     | 1   | 0       | 0      | 1      |
| 1         | Russia      | 1   | 0       | 0      | 1      |
| 3         | Brasile     | 0   | 1       | 0      | 1      |
| 3         | Paesi Bassi | 0   | 1       | 0      | 1      |
| 5         | Cina        | 0   | 0       | 1      | 1      |
| 5         | Mongolia    | 0   | 0       | 1      | 1      |
| Totale    | Totale      | 2   | 2       | 2      | 6      |